# 19. duben
19. duben je 109. den roku podle gregoriánského kalendáře (110. v přestupném roce). Do konce roku zbývá 256 dní. Svátek má Rostislav.

## Události

### Česko
- 1880 – Stremayrova jazyková nařízení zaručovala rovnoprávnost češtiny s němčinou u státních úřadů ve vnějším úřadování.
- 1932 – Skončila mostecká stávka severočeských horníků, největší stávka na evropském kontinentě v době světové hospodářské krize. Začala jako protestní stávka proti propouštění horníků na dole Humboldt 23. 3 1932.
- 1945 – Necelý měsíc před koncem války Nacisté vypálili partyzánskou osadu Ploština na území obce Drnovice (okres Zlín) ; zastřelili nebo zaživa upálili 28 lidí. Tato tragédie se stala námětem knihy Ladislava Mňačka Smrt si říká Engelchen.
- 1950 – Československá vláda zakázala činnost střediska Americké informační služby v Praze. (Činnost britského informačního střediska byla zastavena 12. května.)
- 1973 – Předsednictvo Federální vlády ČSSR přijalo Usnesení č. 113/73, kterým přikázalo AZNP Mladá Boleslav vyvinout a připravit do výroby nový osobní automobil, pozdější Škoda 105/120.
- 1995 – Televize Nova vysílá první díl prvního českého rodinného sitcomu Nováci.
- 1999
  - Vladimír Železný byl odvolán z postu generálního ředitele České nezávislé televizní společnosti (ČNTS) (TV Novy). Železný měl - podle většinového amerického akcionáře ČNTS - převést práva na nákup televizních programů a zisky z těchto obchodů na jinou firmu, založenou v říjnu 1998 zaměstnanci Novy.
  - Evropský parlament vyzval Českou republiku k zrušení Benešových dekretů.

### Svět
- 0065 – Propuštěnec Milichus prozradil Pisonovo spiknutí zabít císaře Nera. Všichni spiklenci byli zajati a uvězněni.
- 0797 – Císařovna Irena Athénská organizuje spiknutí proti vlastnímu synovi, byzantskému vladaři Konstantinu VI. Je svržen a oslepen a brzo na svá zranění zemře. Irene se stala první ženou na trůně východořímského císařství
- 1422 – Alžběta Lucemburská si bere ve Vídni arcivévodu Albrechta II.
- 1713 – Císař Karel VI. vydal tzv. Pragmatickou sankci.
- 1770 – Anglický kapitán James Cook s lodí Endeavour přistál u východního pobřeží Austrálie v Botany Bay.
- 1775 – Bitva u Lexingtonu a Concordu.
- 1783 – Ruská carevna Kateřina II. Veliká anektovala Krym.
- 1839 – V Londýně byla podepsána Londýnská smlouva, která uznala Belgii za samostatné království.
- 1859 – Pruský cestovatel a přírodovědec Alexander von Humboldt dokončil svůj pětidílný spis Kosmos (resp. Cosmos) o popisu světa, od základních fyzikálních principů přes biosféru až po astronomii.
- 1897 – První ročník Bostonského maratonu, který se běží každé třetí pondělí v dubnu na státní svátek Patriots’ Day („Den patriotů (vlastenců)“)
- 1919 – Polsko dobylo Vilnius.
- 1928 – Více než 70 let po zahájení projektu a 40 let poté, co se objevil první díl, vyšel závěrečný díl nového anglického slovníku Oxford English Dictionary.
- 1942 – V Polsku zřízeno ghetto Majdan-Tatarski.
- 1943 – Švýcarský chemik Albert Hofmann otestoval Diethylamid kyseliny lysergové, které poprvé objevil v sebeexperimentu.
- 1943 – Zahájeno povstání ve varšavském ghettu – nejvýznamnější akce židovského odboje za 2. světové války.
- 1956 – V monacké Katedrále Neposkvrněné Matky Boží proběhl církevní sňatek knížete Rainiera III. a americké herečky Grace Kellyové. Civilní sňatek uzavřeli o den dříve.
- 1971 – Z kosmodromu Bajkonur byla vypuštěna kosmická stanice Saljut 1, první orbitální stanice Země.
- 1973 – Založení Socialistické strany Portugalska.
- 1975 – Indické organizaci pro vesmírný výzkum se podařilo vypustit první indickou družici Aryabhata, která je však stále posílána do vesmíru pomocí sovětské nosné technologie.
- 1989 – Na USS Iowa explodovala palebná věž a zabíla 47 námořníků.
- 1995 – Bombový útok na federální budovu Alfred P. Murrah Federal Building v Oklahoma City, státě Oklahoma, USA.
- 1999 – Bundestag se vratil do Berlína.
- 2005 – Konkláve kardinálů římskokatolické církve zvolila ve Vatikánu nového papeže. Stal se jím německý kardinál Joseph Ratzinger a přijal jméno Benedikt XVI.
- 2011 – Fidel Castro vzdal funkce prvního tajemníka Ústředního výboru Komunistické strany Kuby.
- 2021 – Na Marsu proběhl první let autonomního vrtulníku Ingenuity americké agentury NASA.

## Narození

### Česko

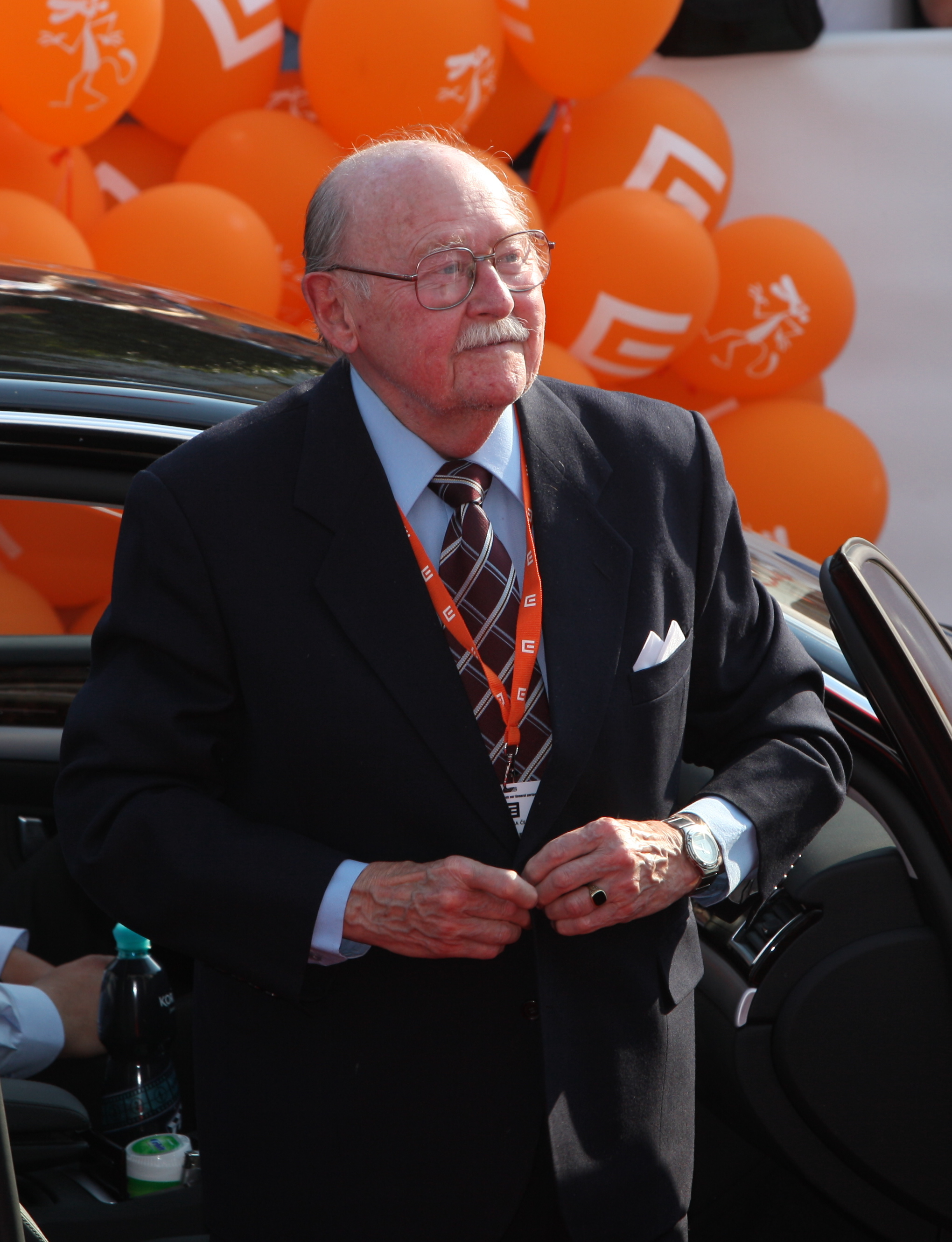
Lubomír Lipský (* 1923)

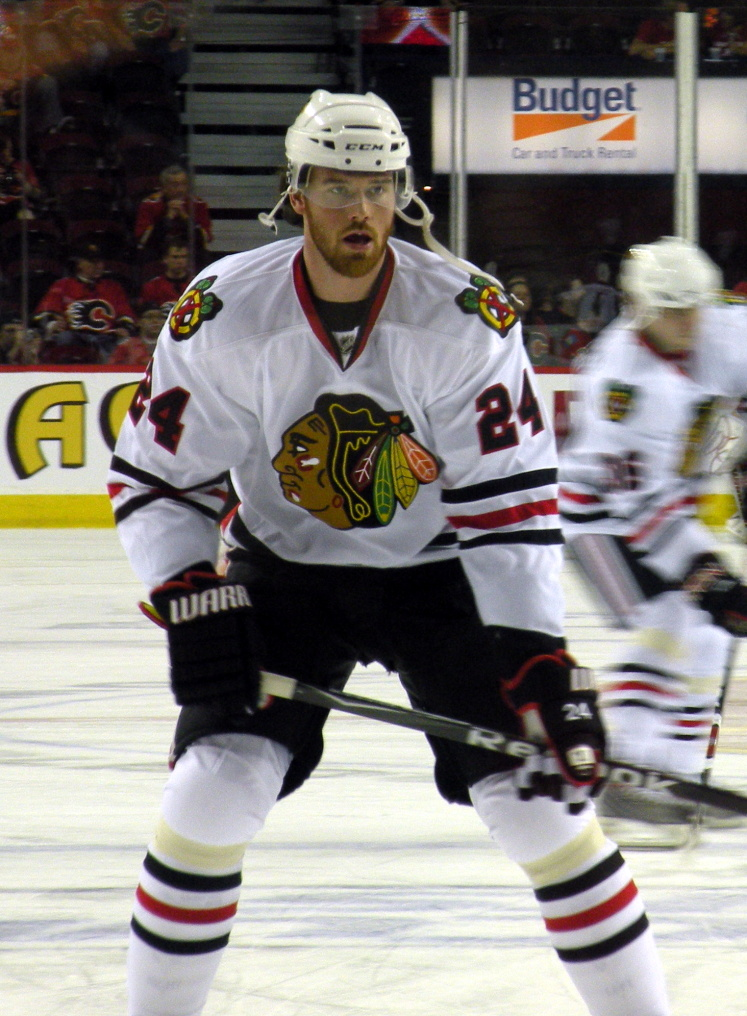
Martin Havlát (* 1981)

- 1693 – František Jakub Fortin, stavitel († 14. července 1763)
- 1798 – František Glaeser, hudební skladatel († 29. srpna 1861)
- 1831 – Alfons Ferdinand Šťastný, agrární filozof a politik († 8. listopadu 1913)
- 1850 – Josef Strachovský, sochař († 9. července 1913)
- 1852 – Emanuel Krescenc Liška, malíř a ilustrátor († 18. ledna 1903)
- 1854 – Rudolf Treybal, zemědělský pedagog, agronom a politik († 24. srpna 1911)
- 1864 – Jaromír Pečírka, československý vojenský lékař († 13. března 1933)
- 1865 – Vojtěch Zavadil, československý politik († 4. května 1924)
- 1868 – Josef Čižmář, lékárník, historik a folklorista († 22. prosince 1965)
- 1873 – Josef Svozil, československý politik († 28. března 1949)
- 1880 – Andrej Kubál, československý politik slovenské národnosti († 6. října 1957)
- 1900 – Aleš Podhorský, divadelní režisér a herec († 19. srpna 1964)
- 1906 – Evžen Markalous, lékař a umělec († 9. července 1971)
- 1907 – Zdeňka Bezděková, spisovatelka († 12. srpna 1999)
- 1909 – František Gross, malíř a grafik († 27. července 1985)
- 1914 – Josef Malejovský, sochař a politik († 20. prosince 2003)
- 1918 – Bohumil Konečný, malíř a ilustrátor († 14. ledna 1990)
- 1922 – František Jezdinský, ekonom († 18. července 2019)
- 1923 – Lubomír Lipský, herec († 2. října 2015)
- 1925 – Karel Teissig, malíř, ilustrátor a grafik († 1. října 2000)
- 1927 – Zdeněk Šimek, sochař a malíř († 27. října 1970)
- 1929 – Jiří Hledík, československý fotbalový reprezentant († 25. dubna 2015)
- 1931 – Jiří Štrunc, sbormistr a hudební pedagog († 15. června 2015)
- 1932 – Jaroslav Med, literární kritik, historik, spisovatel († 14. února 2018)
- 1935 – Josef Vojta, československý fotbalový reprezentant
- 1939
  - Adolfína Tačová, sportovní gymnastka, stříbrná olympionička
  - Miloš Melčák, politik
  - Bedřich Šetena, herec († 3. dubna 2015)
- 1940 – Milan Knížák, umělec, malíř, sochař, designér a hudebník
- 1941 – Jiří Svoboda, volejbalista
- 1944 – Eva Tálská, scenáristka, dramatička a režisérka
- 1945 – Jaroslav Řehna, sochař
- 1946
  - Jaroslav Veis, spisovatel
  - Leoš Šimánek, cestovatel
- 1947 – Karel Souček, česko-kanadský profesionální kaskadér († 20. ledna 1985)
- 1948 – Martin Dvořák, politik a lékař
- 1953 – Ivan Luťanský, herec († 1. srpna 1983)
- 1962 – Anna Čurdová, politička
- 1975
  - Marian Přibyl, basketbalista
  - Hana Benešová, atletka
- 1981 – Martin Havlát, hokejista
- 1982 – Filip Jícha, házenkář
- 1990
  - Dominik Furch, lední hokejista
  - Alžběta Dufková, synchronizovaná plavkyně
- 1992 – Oldřich Hajlich, herec

### Svět

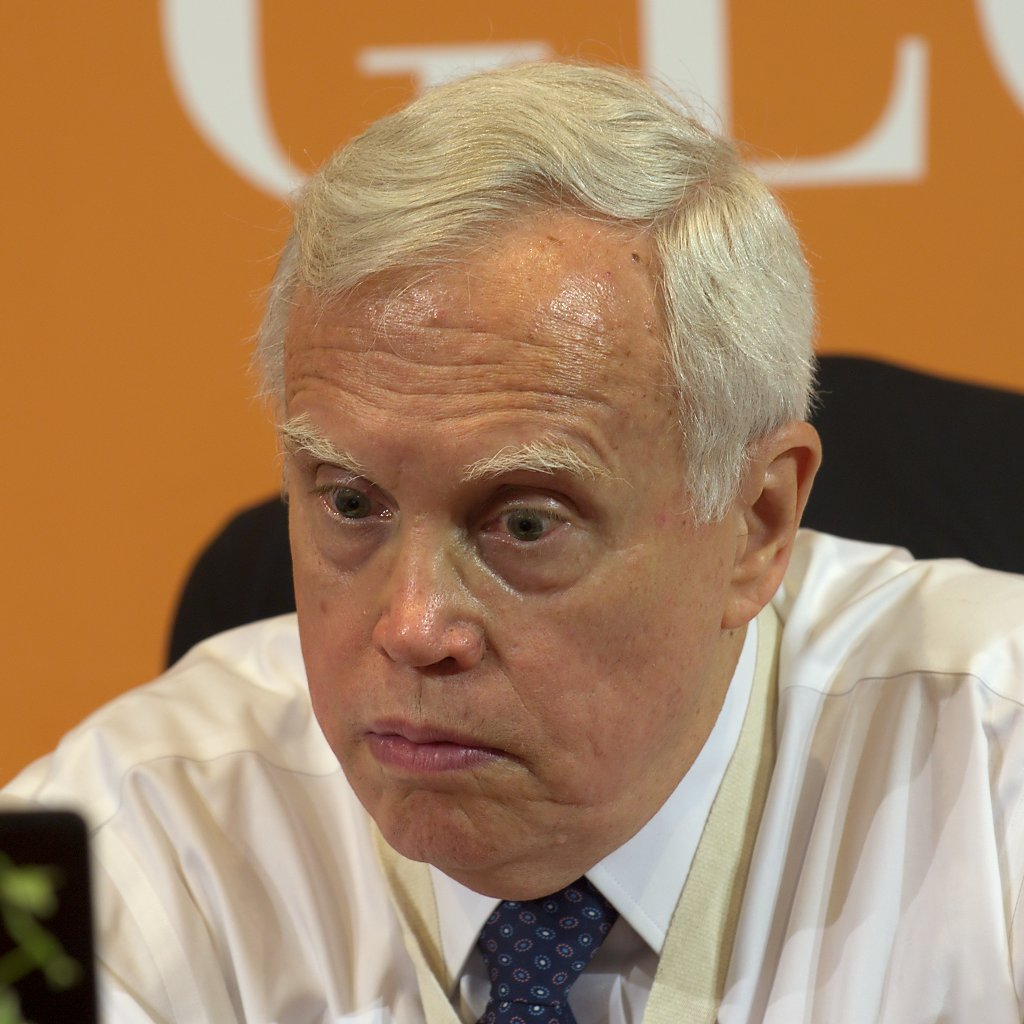
James Heckman (* 1944)

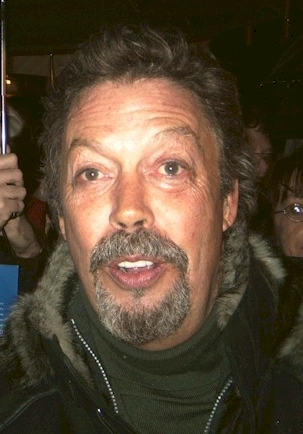
Tim Curry (* 1946)

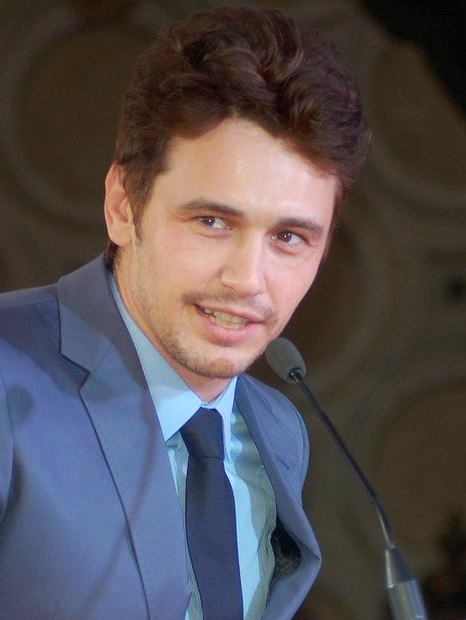
James Franco (* 1978)

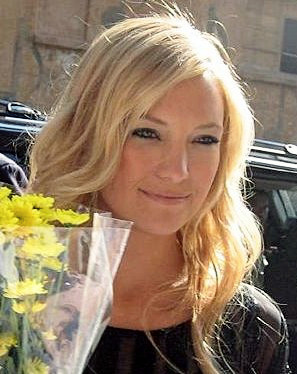
Kate Hudson (* 1979)

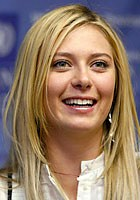
Maria Šarapovová (* 1987)

- 1603 – Michel Le Tellier, kancléř Francie († 30. října 1685)
- 1633 – Willem Drost, nizozemský malíř († 25. února 1659)
- 1658 – Jan Vilém Falcký, vévoda jülišský a bergský, kurfiřt († 8. června 1716)
- 1722 – Klement František de Paula, princ bavorský, císařský generál († 6. srpna 1770)
- 1789 – Martin Hamuljak, slovenský jazykovědec, redaktor a vydavatel († 31. března 1859)
- 1793 – Ferdinand I. Dobrotivý, rakouský císař, poslední korunovaný český král a král uherský († 29. června 1875)
- 1795 – Christian Gottfried Ehrenberg, německý přírodovědec († 27. června 1876)
- 1814 – Louis Amédée Achard, francouzský novinář a spisovatel († 25. března 1875)
- 1815 – Johann von Wagner, ministr zeměbrany Předlitavska († 1894)
- 1829 – Richard Boyle, 9. hrabě z Corku a Orrery, britský politik a šlechtic († 22. června 1904)
- 1832
  - José Echegaray y Eizaguirre, španělský dramatik a politik († 4. září 1916)
  - Lucretia Garfieldová, manželka 20. prezidenta USA Jamese A. Garfielda († 14. března 1918)
- 1836 – Gustav Tschermak, rakouský mineralog († 4. května 1927)
- 1847
  - Ferdinand Fellner, rakouský architekt († 22. března 1916)
  - Eva Gonzalèsová, francouzská malířka († 5. května 1883)
- 1850 – Otto Haab, švýcarský oftalmolog († 17. října 1931)
- 1876 – Jindřich Meklenbursko-Zvěřínský, nizozemský princ manžel († 3. července 1934)
- 1882 – Getúlio Vargas, prezident Brazílie († 24. srpna 1954)
- 1883 – Richard von Mises, rakouský matematik a fyzik, aplikovaná matematika, aerodynamika († 14. července 1953)
- 1889 – Otto Georg Thierack, německý nacistický politik a právník († 22. listopadu 1946)
- 1892 – Germaine Tailleferre, francouzská skladatelka († 7. listopadu 1983)
- 1903 – Rae Jenkins, velšský houslista a hudební skladatel († 29. března 1985)
- 1905
  - Charles Ehresmann, francouzský matematik, diferenciální topologie († 22. září 1979)
  - Jim Mollison, skotský pilot a dobrodruh († 30. října 1959)
- 1906 – Einar Haugen, americký lingvista († 20. června 1994)
- 1908 – Joseph Keilberth, německý dirigent († 20. července 1968)
- 1911 – Georgij Mokejevič Markov, ruský sovětský spisovatel († 26. září 1991)
- 1912 – Glenn Seaborg, americký jaderný chemik, objev transuranů -nositel Nobelovy ceny za chemii (1951) († 25. února 1999)
- 1913 – Ken Carpenter, americký olympijský vítěz v hodu diskem († 15. března 1984)
- 1917 – Sven Hassel, dánský spisovatel († 21. září 2012)
- 1919
  - Franco Rossi, italský filmový scenárista a režisér († 5. června 2000)
  - Walter Isard, americký ekonom († 6. listopadu 2010)
- 1920 – Julien Ries, belgický kardinál, církevní historik († 23. února 2013)
- 1921 – Roberto Tucci, italský kardinál († 14. dubna 2015)
- 1922 – Erich Hartmann, německé letecké eso († 20. září 1993)
- 1928
  - William Klein, americký fotograf, režisér a scenárista († 10. září 2022)
  - Alexis Korner, britský bluesový hudebník († 1. ledna 1984)
- 1931 – Frederick Brooks, americký informatik, systém OS/360 († 17. listopadu 2022)
- 1932
  - Fernando Botero, kolumbijský malíř a sochař
  - Andrea Meadová-Lawrenceová, americká alpská lyžařka († 30. března 2009)
- 1935
  - Justin Francis Rigali, americký kardinál
  - Dudley Moore, britský herec a komik († 27. března 2002)
- 1936 – Wilfried Martens, belgický politik († 9. října 2013)
- 1940 – Genya Ravan, americká zpěvačka polského původu
- 1941 – Jürgen Kocka, německý historik
- 1942 – Alan Price, britský hudebník
- 1944 – James Heckman, americký ekonom, Nobelova cena 2000
- 1945 – George Alencherry, indický kardinál
- 1946 – Tim Curry, britský herec a zpěvák
- 1947
  - Mark Volman, americký zpěvák
  - Norbert Conrad Kaser, jihotyrolský rebelující spisovatel a básník († 21. srpna 1978)
  - Murray Perahia, americký klavírista a dirigent
- 1949
  - Paloma Picasso, francouzská módní návrhářka
  - Joachim Sauer, německý kvantový chemik, manžel spolkové kancléřky Angely Merkelové.
  - Rikki Ducornet, americká spisovatelka
- 1951 – Jóannes Eidesgaard, faerský premiér
- 1952
  - László F. Földényi, maďarský estetik, umělecký kritik
  - Robert Zubrin, americký vizionář, aerokosmický inženýr, spisovatel
- 1953
  - Sara Simeoniová, italská atletka, olympijská vítězka ve skoku do výšky
  - Rod Morgenstein, americký bubeník, člen skupin Dixie Dregs a Winger
- 1954 – Trevor Francis, anglický fotbalista († 24. července 2023)
- 1956
  - Denardo Coleman, americký jazzový bubeník
  - Sue Barkerová, britská profesionální tenistka
  - Paul Day, anglický heavy metalový zpěvák
  - Volen Siderov, bulharský fotograf a nacionalistický politik
- 1957 – Tony Martin, anglický hudebník, člen skupiny Black Sabbath
- 1962 – Dorian Yates, anglický kulturista
- 1968 – Ashley Juddová, americká herečka a politická aktivistka
- 1970 – Luis Miguel, mexický zpěvák populární v Latinské Americe
- 1972 – Jennifer Bini Taylor, americká herečka
- 1973 – George Gregan, australský ragbista
- 1978
  - James Franco, americký herec
  - Gabriel Heinze, argentinský fotbalista
- 1979 – Kate Hudson, americká herečka
- 1982 – Ola Vigen Hattestad, norský běžec na lyžích
- 1987 – Maria Šarapovová, ruská tenistka
- 1989 – Marko Arnautović, rakouský fotbalista
- 1994 – Paul O'Donovan, irský veslař

## Úmrtí

### Česko

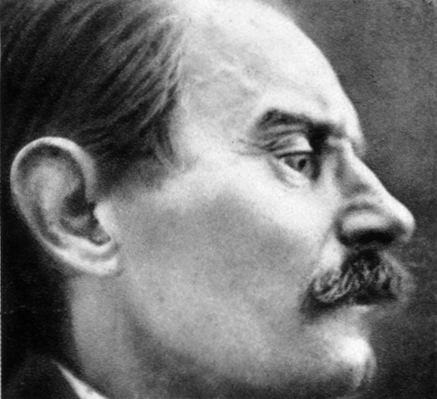
Ladislav Klíma († 1928)

- 1182 – Richsa Česká, princezna (* asi 1165)
- 1851 – Jiří František August Buquoy, šlechtic, ekonom a spisovatel (* 7. září 1781)
- 1888 – Josef Vilém z Löschneru, lékař, rektor Univerzity Karlovy (* 7. května 1809)
- 1899 – Josef Machek, poslanec Českého zemského sněmu, starosta Chrudimi (* 17. března 1821)
- 1908 – Arnošt Freissler, lékař (* 20. prosince 1836)
- 1928 – Ladislav Klíma, filozof a spisovatel (* 22. srpna 1878)
- 1940 – Jan Bukáček, senátní president u Nejvyššího soudu (* 22. ledna 1861)
- 1948 – Luděk Pik, československý politik, poslanec a starosta Plzně (* 18. května 1876)
- 1949 – Rudolf Kögler, amatérský přírodovědec, tvůrce první naučné stezky (* 12. března 1899)
- 1986 – Zdeněk Sklenář, malíř, grafik a ilustrátor (* 15. dubna 1910)
- 1997 – Andrej Bělocvětov, malíř a grafik (* 8. října 1923)
- 2003
  - Vladislav Mirvald, výtvarník, pedagog a fotograf (* 3. srpna 1921)
  - Václav Erben, spisovatel (* 2. listopadu 1930)
- 2004 – Soběslav Sejk, herec (* 9. října 1922)
- 2007 – Petr Rada, textař a básník (* 7. dubna 1932)
- 2009 – Josef Hrbata, kněz, spisovatel, exercitátor (* 6. dubna 1924)
- 2011 – Oldřich Švarný, sinolog a fonetik (* 1. května 1920)
- 2012 – Jindřich Bilan, děkan Hornicko-geologické fakulty Technické univerzity v Ostravě (* 10. července 1923)
- 2013 – Miloslav Hejný, sochař (* 23. října 1925)

### Svět

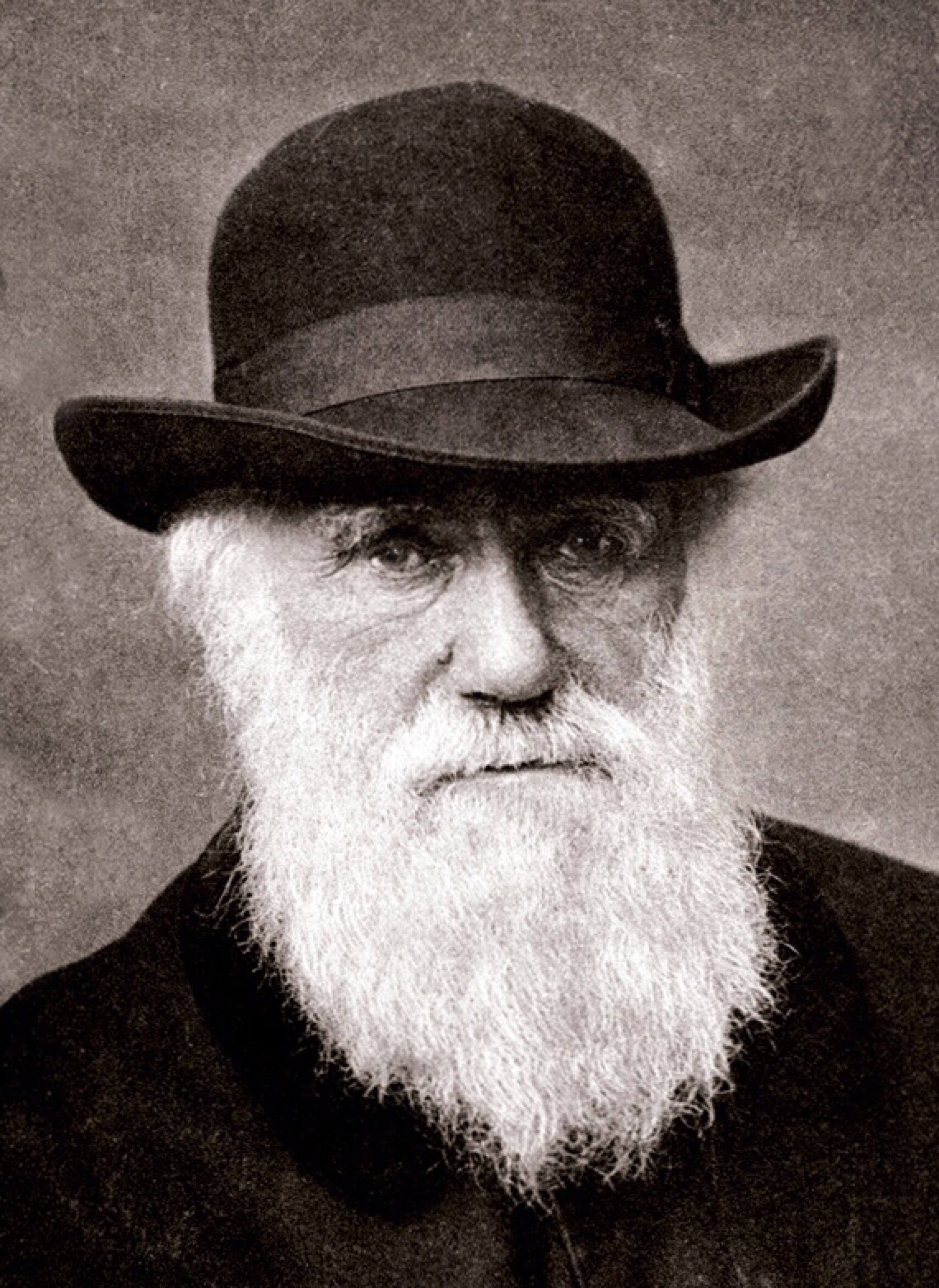
Charles Darwin († 1882)

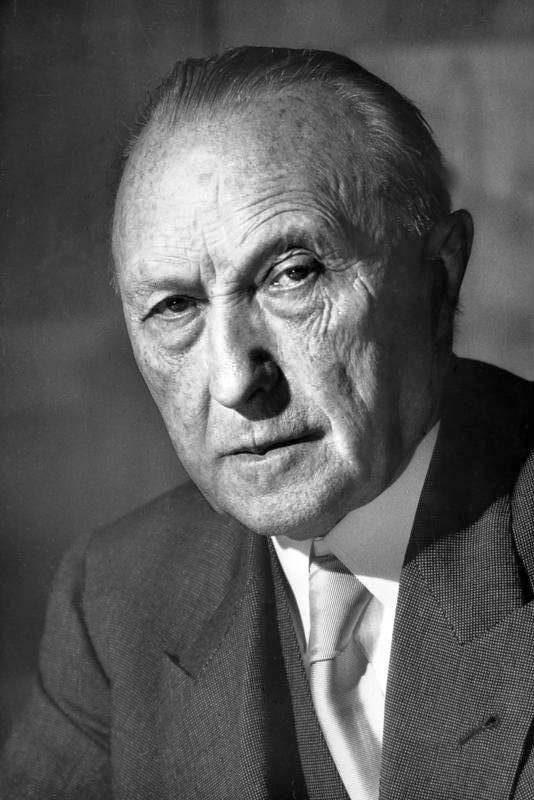
Konrad Adenauer († 1967)

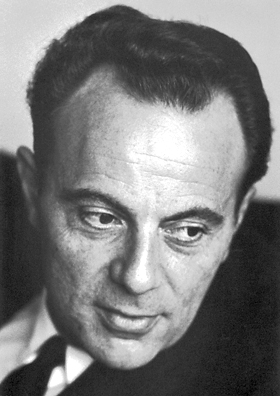
François Jacob († 2013)

- 1390 – Robert II. Skotský, král skotský (* 2. března 1316)
- 1560 – Philipp Melanchthon, reformační teolog (* 16. února 1497)
- 1588 – Paolo Veronese, italský renesanční malíř (* 1528)
- 1623 – Kagekacu Uesugi, japonský daimjó (* 8. ledna 1556)
- 1689 – Kristýna I. Švédská, švédská královna (* 18. prosince 1626)
- 1722 – Charles Spencer, 3. hrabě ze Sunderlandu, britský státník a šlechtic (* 23. dubna 1675)
- 1727 – Emetullah Sultan, osmanská princezna a dcera sultána Mustafy II. (* 1701)
- 1768 – Canaletto, italský malíř, hlavní představitel benátské rokokové malby (* 18. října 1697)
- 1822 – Platon Zubov, ruský politik, carovrah (* 26. listopadu 1767)
- 1824 – George Gordon Byron, anglický spisovatel (* 22. ledna 1788)
- 1834 – Jan Křtitel Pola, italský šlechtic (* 1786)
- 1878 – Władysław Tarnowski, polský šlechtic, klavírista, skladatel a básník (* 4. června 1836)
- 1881 – Benjamin Disraeli, britský státník, premiér a spisovatel (* 21. prosince 1804)
- 1882 – Charles Darwin, anglický biolog (* 12. února 1809)
- 1888 – Thomas Russell Crampton, anglický konstruktér (* 6. srpna 1816)
- 1899 – Édouard Pailleron, francouzský básník a dramatik (* 7. září 1834)
- 1906
  - Spencer Gore, anglický tenista a hráč kriketu (* 10. března 1850)
  - Pierre Curie, francouzský fyzik a chemik (* 15. května 1859)
- 1914 – Charles Peirce, americký matematik (* 10. září 1839)
- 1916 – Colmar von der Goltz, německý a osmanský polní maršál (* 12. srpna 1843)
- 1919 – Alexandr Kovanko, pilot, konstruktér letadel (* 16. března 1856)
- 1931 – Louis Dollo, belgický paleontolog (* 7. prosince 1857)
- 1938 – Suzanne Valadonová, francouzská malířka a sochařka (* 23. září 1865)
- 1939 – Sima Marković, srbský politik (* 8. listopadu 1888)
- 1949 – Ulrich Salchow, švédský krasobruslař a první olympijský vítěz (* 7. srpna 1877)
- 1955 – Jim Corbett, britský důstojník a lovec lidožravých šelem (* 25. července 1875)
- 1958 – Ernst Robert Curtius, německý literární historik a romanista (* 14. dubna 1886)
- 1960 – Beardsley Ruml, americký statistik a ekonom (* 5. listopadu 1894)
- 1964 – Štefan Barnáš, slovenský biskup a filozof (* 19. ledna 1900)
- 1967
  - Konrad Adenauer, německý politik (* 5. ledna 1876)
  - William Boyle, 12. hrabě z Corku a Orrery, britský admirál a šlechtic (* 30. listopadu 1873)
- 1971 – Earl Thomson, kanadský olympijský vítěz v běhu na 110 metrů překážek, OH 1920 (* 15. února 1895)
- 1973 – Hans Kelsen, rakouský právní teoretik (* 11. října 1881)
- 1979 – Wilhelm Bittrich, německý důstojník SS (* 26. února 1894)
- 1983 – Jerzy Andrzejewski, polský spisovatel (* 19. srpna 1909)
- 1985 – Pavel Ivanovič Batov, sovětský generál (* 1. června 1897)
- 1989 – Daphne du Maurier, anglická spisovatelka (* 13. května 1907)
- 1992 – Dušan Slávik, slovenský odbojář, politik pronásledovaný komunistickým režimem (* 10. ledna 1922)
- 1993 – David Koresh, vůdce náboženského hnutí Davidánů (* 17. srpna 1958)
- 2002 – Reginald Rose, americký scenárista a spisovatel (* 10. prosince 1920)
- 2004 – John Maynard Smith, britský evoluční biolog a genetik (* 6. ledna 1920)
- 2006
  - Albert Scott Crossfield, americký pilot a první člověk na světě, který letěl rychlostí Mach 2,0 (* 2. října 1921)
  - Karl Hugo Strunz, německý mineralog (* 24. února 1910)
- 2007 – Jean-Pierre Cassel, francouzský divadelní a filmový herec (* 27. října 1932)
- 2009 – James Graham Ballard, britský spisovatel (* 15. listopadu 1930)
- 2010 – Guru, americký rapper (* 17. července 1961)
- 2012
  - Levon Helm, americký hudebník (* 26. května 1940)
  - Valerij Vasiljev, ruský lední hokejista (* 3. srpna 1949)
  - Greg Ham, australský hudebník a mutliinstrumentalista (* 27. září 1953)
- 2013
  - François Jacob, francouzský lékař, fyziolog a genetik, Nobelova cena za fyziologii a lékařství 1965 (* 17. června 1920)
  - Kenneth Appel, americký matematik, (* 8. října 1932)
- 2023 – Moonbin, jihokorejský zpěvák (* 26. ledna 1998)

## Svátky

### Česko
- Rostislav, Rostislava, Rastislav, Rastislava
- Sokrat
- Timon

### Svět
- Slovensko – Jela

| 19. duben v pražském KlementinuÚdaje jsou platné k 11. 3. 2025. | 19. duben v pražském KlementinuÚdaje jsou platné k 11. 3. 2025. | 19. duben v pražském KlementinuÚdaje jsou platné k 11. 3. 2025. |
| minimum                                                         | denní průměr                                                    | maximum                                                         |
| --------------------------------------------------------------- | --------------------------------------------------------------- | --------------------------------------------------------------- |
| −1,3 °C (1938)                                                  | 10,5 °C (od 1961)                                               | 25,2 °C (1952)                                                  |